# إدغار بلوم
إدغار بلوم (بالألمانية: Edgar Blum) (و. 1928 – م) هو كاتب، ورسام توضيحي، ورسام، من ألمانيا، ولد في بيرمازنز.